# Calcídica
A Calcídica (ou ainda: Halkidikí, Khalkidiki, Chalkidikis, Chalkidiki, Khalkidhikí; em grego: Χαλκιδική) é uma unidade regional da Grécia. Sua capital é a cidade de Polígiros.
Constitui uma península situada no Sueste da região da Macedônia Central, sendo rodeada a Norte pela região de Tessalônica, e em todas as outras direcções pelo Mar Egeu. O aspecto da península faz lembrar uma mão com três dedos, sendo que o mais oriental constitui a região autônoma do Monte Atos.

## História
A Calcídica foi conhecida em tempos antigos pelos seus excelentes portos naturais; deve o seu nome ao facto de os seus primeiros ocupantes gregos serem oriundos da cidade de Cálcis, na Eubeia, por volta do século VIII a.C.; foi depois absorvida sucessivamente pela Trácia e pela Macedônia. A sua principal cidade era Potideia.
O grande filósofo e preceptor de Alexandre Magno, Aristóteles, nasceu na Calcídica, na cidade de Estagira, em 384 a.C.